# Komputerowa gra symulacyjna

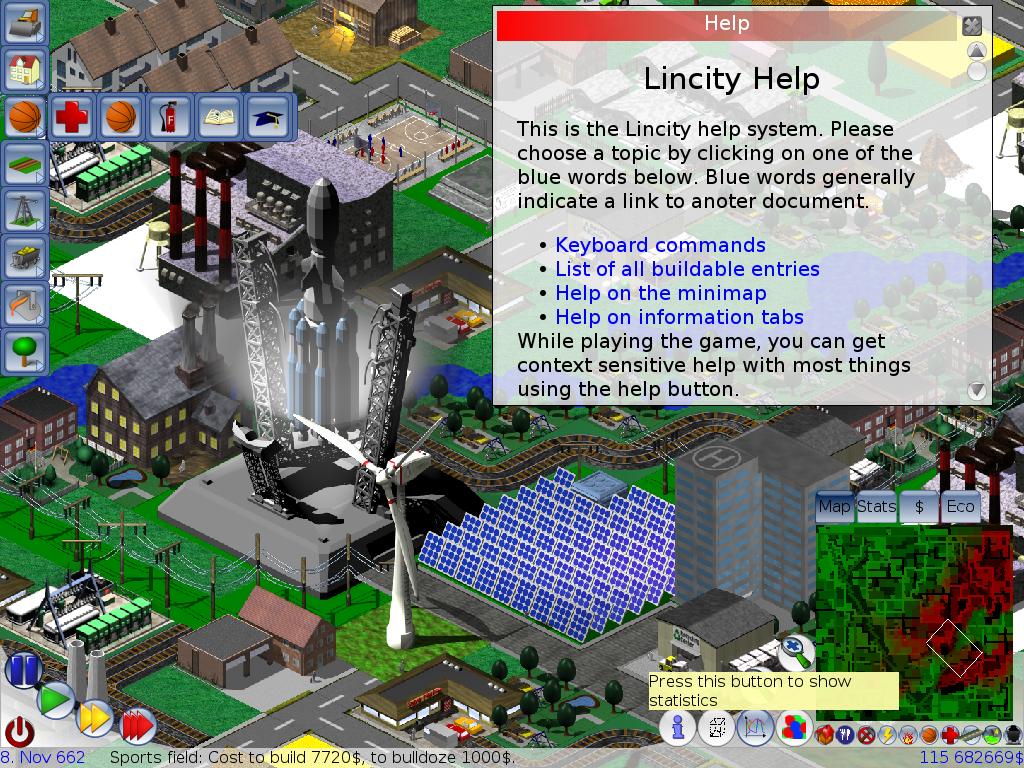
Zrzut ekranowy przykładowej gry symulacyjnej – Lincity-NG

Komputerowa gra symulacyjna, symulator – rodzaj gry komputerowej, której zadaniem jest imitacja wrażenia różnych doznań, jakie człowiek zaznaje w codziennej rzeczywistości. Występują np. symulatory lotu, symulacje wszelkich typów pojazdów lądowych, wodnych i powietrznych, pojazdów kosmicznych. Charakteryzują się tym, że ich twórcy dokładają wszelkich starań, aby jak najbardziej przypominały rzeczywistość lub kreowały rzeczywistość całkowicie odmienną od świata współczesnego (np. symulatory kosmiczne). Profesjonalne symulatory kabinowe wykorzystywane są do szkoleń jednostek specjalnych i pilotów.